# ویکتور خاچاطریان
ویکتور هاروتیونی خاچاطریان (ارمنی: Վիկտոր Հարությունի Խաչատրյան؛  زادهٔ ۷ آوریل ۱۹۴۶- درگذشته ۲۹ دسامبر ۲۰۱۲) نوازنده ویولن، موسیقی‌دان و رهبر ارکستر اهل ارمنستان بود.

## زندگی‌نامه
وی در ۷ آوریل ۱۹۴۶ در ایروان به دنیا آمد و از کنسرواتوار دولتی کومیتاس ایروان فارغ‌التحصیل گشت. آنا خاچاطریان دختر وی بود. وی در کنسرواتوار دولتی کومیتاس ایروان و ارکستر سمفونیک رادیو ملی ارمنستان فعالیت می‌کرد. همچنین برندهٔ جوایزی همچون هنرمند شایسته ارمنستان شوروی (۱۹۸۵) شده است. وی در ۲۹ دسامبر ۲۰۱۲ در سن ۶۶ سالگی در ایروان درگذشت.